# Live (album Running Wilda)
Live je koncertni album njemačkog heavy metal sastava Running Wild, objavljen 18. studenoga 2002. Snimka je koncerta u Halle Gartlageu u Osnabrücku, Njemačka tijekom promocije albuma The Brotherhood.

## Popis pjesama
| 1.     | »March of the Final Battle (The End of All Evil)« (instrumentalna skladba) | 2:16 |
| 2.     | »Welcome to Hell«                                                          | 4:38 |
| 3.     | »Bad to the Bone«                                                          | 5:33 |
| 4.     | »Lead or Gold«                                                             | 6:04 |
| 5.     | »Riding the Storm«                                                         | 5:15 |
| 6.     | »When Time Runs Out«                                                       | 6:07 |
| 7.     | »The Brotherhood«                                                          | 7:21 |
| 8.     | »Soulless«                                                                 | 5:43 |
| 9.     | »Blazon Stone«                                                             | 5:21 |
| 10.    | »Crossfire«                                                                | 4:58 |
| 11.    | »Metalmachine Solo« (instrumentalna skladba)                               | 3:02 |
| 12.    | »Kiss of Death«                                                            | 4:15 |
| 13.    | »Uaschitschun«                                                             | 5:32 |
| 14.    | »Unation«                                                                  | 6:20 |
| 15.    | »Victory«                                                                  | 6:25 |
| 16.    | »Prisoners of Our Time«                                                    | 5:10 |
| 17.    | »Purgatory«                                                                | 6:23 |
| 18.    | »Soulstrippers«                                                            | 5:19 |
| 19.    | »Under Jolly Roger«                                                        | 4:41 |
| 100:23 |                                                                            |      |

## Zasluge
Running Wild
- Rock 'n' Rolf – vokal, solo-gitara, produkcija
- Peter Pichl – bas-gitara
- Matthias Liebetruth – bubnjevi

Dodatni glazbenici
- Bernd Aufermann – gitara, vokal

Ostalo osoblje
- Ingo Spörl – naslovnica
- Heribert Kalthoff – naslovnica
- Konrad Olson – DVD autorstvo
- Mike Pahrmeier – DVD efekti
- Philip Bungart – DVD dizajn
- Niki Nowy – snimanje
- Rainer Holst – miks, mastering, snimanje